# Музей-мастерская Налбандяна

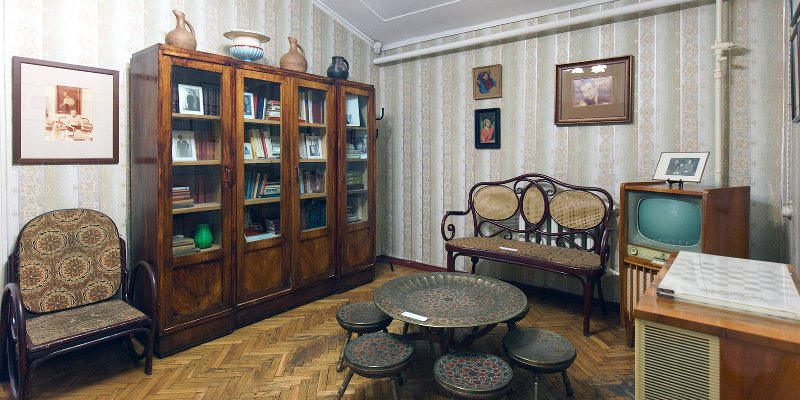
Мемориальная комната художника, 2018 год

Музе́й-мастерска́я худо́жника Дми́трия Налбандя́на — московский музей, посвящённый творчеству народного художника СССР Дмитрия Аркадьевича Налбандяна. Создан в 1992 году на основе собрания работ, переданных художником в 1991 году в дар Москве, структурное подразделение ММоМА.

## История

### История квартиры
В 1956 году Дмитрий Налбандян переехал в выделенную ему Мосгорисполкомом квартиру в доме № 8 по улице Горького (ныне Тверской). Здание пользовалось популярностью среди деятелей искусства, помимо Налбандяна в нём проживали Демьян Бедный, Илья Эренбург, Михаил Ромм и другие. Особенностью дома стало расположение на верхних этажах художественных мастерских, предназначенных для пользовавшихся одобрением власти живописцев. Будучи прозванным «первой кистью Политбюро» за свою популярность среди партийных деятелей, Налбандян также получил в пользование студийные помещения. В соседних комнатах располагались мастерские Николая Жукова, Фёдора Константинова и Владимира Минаева. В мастерской Налбандян работал вплоть до своей смерти в 1993 году.

### Создание музея
Согласно завещанию художника, мастерская была передана в дар Москве вместе с коллекцией его работ. В 1993 году правительство Москвы инициировало открытие в студийных помещениях музея, посвящённого творчеству художника. Большую роль в организации экспозиции сыграла сестра художника Маргарита Налбандян, передавшая в музей около 200 картин.
Изначально музей относился к Центральному выставочному залу «Манеж», а затем входил в состав музейно-выставочного объединения «Столица» (позднее переименованного в МВО «Манеж»). 
В 2018 году музей-мастерская вошла в состав Московского музея современного искусства на правах филиала.

## Экспозиция
По состоянию на 2018 год в состав музейного фонда входят более 1500 единиц хранения, включающие как художественные произведения Налбандяна, так и фотографии и личные вещи его семьи и родных. Особую ценность представляют портреты политических лидеров, написанные художником с натуры. Так, Налбандян стал первым художником, которому Иосиф Сталин согласился позировать для портрета. Также в музее представлены карандашные рисунки Михаила Калинина, Сергея Кирова, Климента Ворошилова, Никиты Хрущёва, Леонида Брежнева, Мао Цзэдуна и других.
В музее организована мемориальная комната, в которой собраны личные вещи и фотографии Налбандяна и его семьи. В экспозиции представлены плетёный диван, кресла и столик, подаренные художнику Индирой Ганди, а также телевизор и радиола 1960-х годов, книги из семейной библиотеки.